# Fargues-sur-Ourbise
Fargues-sur-Ourbise é uma comuna francesa na região administrativa da Nova Aquitânia, no departamento Lot-et-Garonne. Estende-se por uma área de 47,17 km². Em 2010 a comuna tinha 355 habitantes (densidade: 7,5 hab./km²).